# نسبة الألدوستيرون إلى رينين
نسبة الألدوستيرون إلى رينين (ARR) هي التركيز الكتلي للألدوستيرون مقسومًا على نشاط رينين البلازما في بلازما الدم. يُوصى باستخدام نسبة الألدوستيرون/الرينين كأداة فحص لـفرط الألدوستيرونية .
يمكن استخدام نسبة الألدوستيرون إلى رينين في وحدة النانوغرام/ديسيلتر لكل نانوغرام/مليلتر، أي النانوجرام لكل ديسيليتر من الألدوستيرون في النانوجرام لكل (مليلتر × ساعة) من الرينين. أيضا، يمكن أن تُستخدم وحدة بمول/لتر لكل ميكروغرام/(لتر·ح)، حيث يحسب الألدوستيرون في الـتركيز المولي. يمكن تحويل السابق إلى الأخير بضربه 27.6. أيضًا، تُعطى القيمة المعكوسة أحيانًا، أي نسبة الرينين إلى الألدوستيرون، التي تكون قيمتها عكسية مضاعفة لنسبة الألدوستيرون إلى الرنين.
والقيمة الحدية (cutoff) تتغير بشكل كبير مع ظروف الفحص، مثل وضع الجسد والوقت من اليوم. القيمة الحدية لنسبة الألدوستيرون إلى رينين من 23.6 نانوغرام/ديسيلتر لكل نانوغرام/(مل·ساعة)، معبراً عنها بوحدات بديلة تبلغ 650  مليمول / لتر لكل ميكروغرام / (لتر·ح) ، قدرت بحساسية 97٪ وخصوصية 94٪. تشير قيمة ARR في فرد أعلى من الحد إلى فرط ألدوستيرونية أولية.
إذا تم استخدام النسبة المعكوسة (أي نسبة رينين إلى الألدوستيرون)، فإن القيمة الأقل من الحد تشير إلى فرط ألدوستيرون أساسي.
| نسبة الألدوستيرون إلى رينين | نسبة الألدوستيرون إلى رينين         |  | نسبة الرينين إلى الألدوستيرون | نسبة الرينين إلى الألدوستيرون           |
| القيمة                      | وحدة                                |  | القيمة                        | وحدة                                    |
| 13.1 ، 23.6 ، 35.0          | نانوغرام/دل لكل نانوغرام/(مل·ساعة)  |  | 0.029 ، 0.042 ، 0.076         | نانوغرام/(مل·ساعة) لكل نانوغرام/ديسيلتر |
| 360 ، 650 ، 960             | pmol / لتر لكل ميكروغرام/(لتر·ساعة) |  | 0.0010 ، 0.0015 ، 0.0028      | ميكروغرام/(لتر·ساعة) لكل pmol/لتر       |